# Schlitzer Verordnungen
Die Schlitzer Verordnungen waren ein bis zum Jahr 1900 geltendes Partikularrecht in der Herrschaft Schlitz, die im 19. Jahrhundert zum Großherzogtum Hessen gehörte.

## Geschichte
Das Partikularrecht der Herrschaft Schlitz bestanden zum einen aus einer Reihe von Verordnungen der Herren von Schlitz aus dem 18. Jahrhundert. Zum anderen galt in der Herrschaft traditionell ein Teil des Fuldischen Rechts.
Bereits 1860 berichtet das Landgericht Schlitz, dass die Verordnungen nur noch sehr selten angewendet wurden. Ende des 19. Jahrhunderts waren sie durch die Gesetzgebung des Großherzogtums bereits teilweise außer Kraft gesetzt.

## Inhalt
Aus dem Fuldischen Recht angewendet wurde insbesondere das eheliche Güterrecht, das die Gütergemeinschaft als Normalfall vorsah.
An Verordnungen der Herren von Schlitz waren am Ende des 19. Jahrhunderts noch zwei bekannt:
- vom 28. März 1794 und
- vom 28. Juni 1795.

Inhaltlich ging es darin vor allem um Formerfordernisse bei Verträgen.

## Geltung
Die Schlitzer Verordnungen galten in dem Gebiet der Herrschaft Schlitz. Regelten die Verordnungen oder das hier anwendbare Fuldische Recht einen Sachverhalt nicht, galt subsidiär Gemeines Recht. Die Schlitzer Verordnungen behielten – soweit sie durch neuere Gesetzgebung nicht außer Kraft gesetzt waren – ihre Geltung auch während der Zugehörigkeit des Gebietes der Herrschaft Schlitz zum Großherzogtum Hessen im 19. Jahrhundert, bis dieses Partikularrecht zum 1. Januar 1900 von dem einheitlich im ganzen Deutschen Reich geltenden Bürgerlichen Gesetzbuch abgelöst wurde
Geltungsbereich
Die Schlitzer Verordnungen galten in der Stadt Schlitz und 20 weiteren Ortschaften und Höfen. Dazu gehörten:
- Bernshausen
- Fraurombach
- Hartershausen
- Hemmen
- Hutzdorf
- Pfordt
- Queck
- Nieder-Stoll
- Ober-Wegfurth
- Schloss Rechberg
- Rimbach
- Sandlofs
- Schlitz
- Üllershausen
- Unter-Schwarz
- Unter-Wegfurth
- Ützhausen
- Willofs